# 水野忠任
水野 忠任（みずの ただとう）は、江戸時代中期の大名。三河国岡崎藩の第7代藩主。肥前国唐津藩の初代藩主。忠元系水野家8代。

## 生涯
旗本水野守満の次男として生まれる。宝暦元年（1751年）、同族である岡崎藩主水野忠辰の娘を正室に迎え、その養子となる。
忠辰は藩財政の立て直しを目指して政治改革を図ったが、重臣によって挫折させられ、遊蕩にふけるようになった。宝暦2年（1752年）、忠辰は重臣たちによる主君押込を受けて隠居を強制させられ、忠任が家督を相続した。一連の騒動は水野騒動と呼ばれる。
宝暦12年（1762年）、肥前唐津藩に転封される。忠任は窮乏化する財政のために新領地での増税政策をとったが、これは旧来の唐津での慣行を無視するものとして領民の反発を受けた。明和8年（1771年）に虹の松原一揆が発生し、領民の要求により増税政策を撤回することを余儀なくされている。
安永4年（1775年）に家督を養子の忠鼎に譲り隠居する。文化8年（1811年）死去した。
墓所は茨城県結城市大字山川新宿の山川水野家墓所（菩提寺の旧万松寺内にあった墓所で初代忠元から11代忠邦までの11基の墓のみが残る）。

## 系譜
父母
- 水野守満（実父）
- 水野忠辰（養父）

正室
- 水野忠辰の娘

養子、養女
- 水野忠鼎 ー 浅野宗恒の次男
- 水野忠鼎正室 ー 水野忠辰の娘